# Jim Brown (futbolista)
James "Jim" Brown (Kilmarnock, Escocia; 31 de diciembre de 1908 - Berkeley Heights, Nueva Jersey; 9 de noviembre de 1994) fue un futbolista estadounidense de origen escocés que jugaba en la posición de delantero. 

## Selección nacional
Jugó cuatro partidos con la selección estadounidense y disputó un mundial en 1930. Brown anotó el único gol de los norteamericanos en la derrota en semifinales del mundial ante Argentina por 1-6.

### Participaciones en Copas del Mundo
| Mundial                        | Sede    | Resultado    | PJ | Goles |
| ------------------------------ | ------- | ------------ | -- | ----- |
| Copa Mundial de Fútbol de 1930 | Uruguay | Tercer lugar | 3  | 1     |

## Clubes
| Club                 | País           | Año         |
| -------------------- | -------------- | ----------- |
| Bayonne Rovers S.C.  | Estados Unidos | 1928        |
| Newark Skeeters      | Estados Unidos | 1928 - 1929 |
| New York Nationals   | Estados Unidos | 1929        |
| New York Giants      | Estados Unidos | 1929 - 1930 |
| New York Soccer Club | Estados Unidos | 1930        |
| Brooklyn Wanderers   | Estados Unidos | 1931        |
| Newark Americans     | Estados Unidos | 1931        |
| Manchester United    | Inglaterra     | 1932 - 1934 |
| Brentford            | Inglaterra     | 1934 - 1936 |
| Tottenham Hotspur    | Inglaterra     | 1936 - 1937 |
| Guildford City       | Inglaterra     | 1937- 1940  |
| Brentford            | Inglaterra     | 1940        |
| Clyde                | Escocia        | 1941        |
| Greenport United     | Estados Unidos | 1950 - 1952 |